# طورا
طورا (به عربی: طورا) یک منطقهٔ مسکونی در لبنان است که در شهرستان صور واقع شده است.